# Discografie van David Guetta
Hieronder volgt de discografie van de Franse dj David Guetta, met name zijn albums, zijn nummers met een notering in een hitlijst, zijn Top 2000-noteringen en zijn remixen.

## Albums
| Album                                                      | Verschijnen       | Label                    | Hitlijsten | Hitlijsten | Hitlijsten | Hitlijsten | Hitlijsten | Hitlijsten | Hitlijsten | Hitlijsten | Hitlijsten | Hitlijsten | Opmerkingen                                                  |
| Album                                                      | Verschijnen       | Label                    | BE (VL)    | BE (VL)    | BE (WA)    | BE (WA)    | NL         | NL         | GB         | US         | DE         | FR         | Opmerkingen                                                  |
| Album                                                      | Verschijnen       | Label                    | Piek       | Weken      | Piek       | Weken      | Piek       | Weken      | Piek       | Piek       | Piek       | Piek       | Opmerkingen                                                  |
| ---------------------------------------------------------- | ----------------- | ------------------------ | ---------- | ---------- | ---------- | ---------- | ---------- | ---------- | ---------- | ---------- | ---------- | ---------- | ------------------------------------------------------------ |
| Just a Little More Love                                    | 10 juni 2002      | Gum, Virgin              | —          | —          | 43         | 2          | —          | —          | —          | —          | —          | 6          | Studioalbum                                                  |
| Guetta Blaster                                             | 7 juni 2004       | Virgin                   | —          | —          | 29         | 21         | —          | —          | —          | —          | —          | 11         | Studioalbum                                                  |
| F*** Me I'm Famous!                                        | 9 juni 2006       | Ministry of Sound        | —          | —          | 39         | 14         | —          | —          | —          | —          | —          | —          | Verzamelalbum                                                |
| F*** Me I'm Famous! Summer Of Sex - Ibiza Mix              | 10 juli 2006      | Virgin                   | —          | —          | 62         | 12         | —          | —          | —          | —          | —          | —          | Verzamelalbum                                                |
| Pop Life                                                   | 15 juni 2007      | Virgin                   | 83         | 5          | 4          | 48         | —          | —          | 44         | —          | —          | 2          | Studioalbum / Goud in België                                 |
| F*** Me I'm Famous! Ibiza Mix 08                           | 28 juli 2008      | Virgin                   | —          | —          | —          | —          | —          | —          | —          | —          | —          | 8          | Verzamelalbum                                                |
| One Love                                                   | 21 augustus 2009  | Virgin                   | 2          | 216*       | 1 (2 wk)   | 87         | 4          | 72         | 2          | 70         | 2          | 1 (1 wk)   | Studioalbum / Platina in Nederland / Dubbelplatina in België |
| Pop Life + Guetta Blaster                                  | 11 september 2009 | Virgin                   | —          | —          | —          | —          | —          | —          | —          | —          | —          | 135        | Boxset                                                       |
| F*** Me I'm Famous! Ibiza Mix 2010 (met Cathy)             | 4 juni 2010       | Virgin                   | —          | —          | —          | —          | 18         | 2          | —          | —          | —          | —          | Verzamelalbum                                                |
| One More Love                                              | 26 november 2010  | Virgin                   | —          | —          | —          | —          | —          | —          | —          | 113        | —          | 80         | Studioalbum                                                  |
| Just A Little More Love + Pop Life                         | 25 maart 2011     | EMI                      | —          | —          | —          | —          | —          | —          | —          | —          | —          | 114        | Boxset                                                       |
| F*** Me I'm Famous! Ibiza Mix 2011 (met Cathy)             | 17 juni 2011      | Virgin                   | —          | —          | —          | —          | 10         | 6          | —          | —          | —          | 3          | Verzamelalbum                                                |
| Nothing but the Beat                                       | 26 augustus 2011  | Virgin                   | 2          | 204*       | 1 (5 wk)   | 84         | 3          | 73         | 2          | 5          | 1 (1 wk)   | 1 (3 wk)   | Studioalbum / Platina in Nederland en in België              |
| One More Love + Pop Life                                   | 12 september 2011 | Parlophone               | —          | —          | —          | —          | —          | —          | —          | —          | —          | 136        | Boxset                                                       |
| Nothing but the Beat: The Electronic Album                 | ?                 | ?                        | —          | —          | —          | —          | —          | —          | —          | 163        | —          | —          |                                                              |
| F*** Me I'm Famous! [2012] (met Cathy)                     | 29 juni 2012      | Virgin                   | —          | —          | —          | —          | 17         | 4          | —          | —          | —          | 5          | Verzamelabum                                                 |
| Nothing but the Beat 2.0                                   | 7 september 2012  | Virgin                   | —          | —          | —          | —          | —          | —          | 13         | —          | —          | 35         | Studioalbum                                                  |
| Nothing but the Beat - Ultimate                            | 7 december 2012   | Virgin                   | —          | —          | —          | —          | —          | —          | —          | —          | —          | 85         | Studioalbum                                                  |
| Nothing but the Beat Ultimate + One More Love              | ?                 | ?                        | —          | —          | —          | —          | —          | —          | —          | —          | —          | 165        |                                                              |
| F*** Me I'm Famous! [2013] (met Cathy)                     | 21 juni 2013      | Parlophone               | —          | —          | —          | —          | 11         | 5          | —          | —          | —          | 11         | Verzamelalbum                                                |
| Listen                                                     | 21 november 2014  | Parlophone               | 4          | 50         | 5          | 51         | 11         | 39         | 8          | 4          | 3          | 3          | Studioalbum / Goud in Nederland                              |
| 7                                                          | 14 september 2018 | What a Music, Parlophone | 9          | 37         | 5          | 29         | 9          | 38         | 9          | 37         | 7          | 4          | Studioalbum                                                  |
| I'm Good (Blue) - The Complete Collection (met Bebe Rexha) | 17 januari 2023   | What a DJ, Warner        | —          | —          | —          | —          | —          | —          | —          | —          | —          | 124        | Verzamelalbum                                                |

## Singles
| Lied                                                                               | Verschijnen       | Album                                                                              | Hitlijsten | Hitlijsten | Hitlijsten | Hitlijsten | Hitlijsten  | Hitlijsten  | Hitlijsten    | Hitlijsten    | Hitlijsten | Hitlijsten | Hitlijsten | Hitlijsten | Opmerkingen                                                                                         |
| Lied                                                                               | Verschijnen       | Album                                                                              | BE (VL)    | BE (VL)    | BE (WA)    | BE (WA)    | NL (Top 40) | NL (Top 40) | NL (Top 100)1 | NL (Top 100)1 | GB         | US         | DE         | FR         | Opmerkingen                                                                                         |
| Lied                                                                               | Verschijnen       | Album                                                                              | Piek       | Weken      | Piek       | Weken      | Piek        | Weken       | Piek          | Weken         | Piek       | Piek       | Piek       | Piek       | Opmerkingen                                                                                         |
| ---------------------------------------------------------------------------------- | ----------------- | ---------------------------------------------------------------------------------- | ---------- | ---------- | ---------- | ---------- | ----------- | ----------- | ------------- | ------------- | ---------- | ---------- | ---------- | ---------- | --------------------------------------------------------------------------------------------------- |
| Love, Don't Let Me Go (met Chris Willis)                                           | 25 februari 2002  | Just a Little More Love                                                            | 10         | 12         | 7          | 18         | 19          | 8           | 37            | 10            | 46         | —          | —          | 4          | Goud in België                                                                                      |
| People Come, People Go (met Chris Willis)                                          | 12 juli 2002      | Just a Little More Love                                                            | tip7       | —          | tip7       | —          | —           | —           | —             | —             | —          | —          | —          | 42         | |
| Just for One Day (Heroes) (met David Bowie)                                        | 16 juni 2003      | Fuck Me I'm Famous                                                                 | —          | —          | —          | —          | —           | —           | —             | —             | 73         | —          | —          | 54         | |
| Just a Little More Love (met Chris Willis)                                         | 11 november 2003  | Just a Little More Love                                                            | 29         | 4          | tip2       | —          | 38          | 2           | 80            | 6             | 19         | —          | —          | 29         | |
| Money (met Chris Willis & Moné)                                                    | 31 mei 2004       | Guetta Blaster                                                                     | —          | —          | tip12      | —          | —           | —           | —             | —             | —          | —          | —          | 63         | |
| Stay (met Chris Willis)                                                            | 20 september 2004 | Guetta Blaster                                                                     | tip10      | —          | 19         | 10         | —           | —           | —             | —             | 78         | —          | —          | 18         | |
| The World Is Mine (met JD Davis)                                                   | 21 februari 2005  | Guetta Blaster                                                                     | 13         | 8          | 15         | 18         | 27          | 5           | 49            | 9             | 49         | —          | —          | 16         | |
| In Love with Myself (met JD Davis)                                                 | 9 december 2005   | Guetta Blaster                                                                     | tip6       | —          | tip3       | —          | —           | —           | 83            | 4             | —          | —          | —          | —          | |
| Love, Don't Let Me Go (Walking Away) (met The Egg)                                 | 18 augustus 2006  | Fuck Me I'm Famous – Ibiza Mix 06                                                  | 42         | 4          | 13         | 12         | tip3        | —           | 60            | 4             | 3          | —          | 50         | 11         | |
| Love Is Gone (met Chris Willis)                                                    | 1 juni 2007       | Pop Life                                                                           | 21         | 13         | 9          | 21         | 14          | 12          | 10            | 17            | 9          | 98         | 36         | 3          | |
| Baby When the Light (met Cozi)                                                     | 15 oktober 2007   | Pop Life                                                                           | 15         | 14         | 5          | 22         | 15          | 6           | 30            | 13            | 50         | —          | 59         | 6          | |
| Delirious (met Tara McDonald)                                                      | 29 februari 2008  | Pop Life                                                                           | 17         | 13         | 2          | 21         | 12          | 9           | 18            | 12            | —          | —          | 59         | 16         | |
| Tomorrow Can Wait (met Chris Willis & Tocadisco)                                   | 7 juli 2008       | Pop Life                                                                           | 44         | 3          | 19         | 12         | 21          | 9           | 35            | 5             | 84         | —          | 56         | 7          | |
| Everytime We Touch (met Chris Willis, Steve Angello & Sebastian Ingrosso)          | 16 januari 2009   | Pop Life                                                                           | tip12      | —          | tip3       | —          | 19          | 6           | 46            | 10            | 68         | —          | —          | —          | |
| When Love Takes Over (met Kelly Rowland)                                           | 21 april 2009     | One Love                                                                           | 2          | 23         | 1 (4 wk)   | 23         | 2           | 22          | 5             | 28            | 1 (1 wk)   | 76         | 2          | 2          | Goud in België                                                                                      |
| Sexy Bitch (met Akon)                                                              | 14 augustus 2009  | One Love                                                                           | 1 (1 wk)   | 37         | 1 (3 wk)   | 43         | 3           | 21          | 4             | 27            | 1 (1 wk)   | 5          | 1 (1 wk)   | 2          | Platina in België                                                                                   |
| Memories (met Kid Cudi)                                                            | 24 augustus 2009  | One Love                                                                           | 2          | 24         | 1 (4 wk)   | 24         | 4           | 24          | 3             | 28            | 15         | 46         | 6          | 5          | Platina in België                                                                                   |
| On the Dancefloor (met will.i.am & apl.de.ap)                                      | 24 augustus 2009  | One Love                                                                           | 39         | 3          | 24         | 5          | —           | —           | —             | —             | —          | —          | —          | —          | |
| I Wanna Go Crazy (met will.i.am)                                                   | 24 augustus 2009  | One Love                                                                           | —          | —          | —          | —          | —           | —           | —             | —             | 92         | —          | —          | —          | |
| Grrrr                                                                              | 9 september 2009  | Fuck Me I'm Famous – Ibiza Mix 2009                                                | 8          | 8          | 4          | 6          | —           | —           | —             | —             | 88         | —          | —          | —          | |
| One Love (met Estelle)                                                             | 23 november 2009  | One Love                                                                           | tip4       | —          | tip1       | —          | 19          | 9           | 53            | 7             | 46         | —          | 18         | —          | |
| Missing You (met Novel)                                                            | 23 november 2009  | One Love                                                                           | —          | —          | —          | —          | —           | —           | —             | —             | —          | —          | —          | 85         | |
| Revolver (One Love remix) (met Madonna)                                            | 30 november 2009  | One More Love                                                                      | 21         | 10         | 12         | 17         | —           | —           | —             | —             | —          | —          | —          | 25         | |
| Gettin' Over You (met Chris Willis, Fergie & LMFAO)                                | 12 april 2010     | One Love                                                                           | 18         | 19         | 12         | 21         | 21          | 5           | 31            | 13            | 1 (1 wk)   | 31         | 15         | 1 (1 wk)   | |
| Commander (met Kelly Rowland)                                                      | 18 mei 2010       | Here I Am (Kelly Rowland)                                                          | tip2       | —          | tip2       | —          | 33          | 4           | 66            | 8             | 9          | —          | 16         | —          | |
| Club Can't Handle Me (met Flo Rida)                                                | 14 juni 2010      | Only One Flo (Part 1) (Flo Rida) / Step Up 3D soundtrack                           | 5          | 17         | 4          | 17         | 2           | 20          | 10            | 19            | 1 (1 wk)   | 9          | 4          | 72         | Alarmschijf / Goud in België                                                                        |
| Louder Than Words (met Afrojack & Niles Mason)                                     | 30 juli 2010      | Fuck Me I'm Famous – Ibiza Mix 2010                                                | —          | —          | —          | —          | —           | —           | —             | —             | —          | —          | 39         | —          | |
| Who's That Chick? (met Rihanna)                                                    | 8 november 2010   | One More Love                                                                      | 6          | 18         | 1 (1 wk)   | 22         | 6           | 23          | 16            | 25            | 6          | 51         | 6          | 5          | Goud in België                                                                                      |
| Sweat (met Snoop Dogg)                                                             | 1 april 2011      | Nothing but the Beat                                                               | 2          | 22         | 1 (5 wk)   | 26         | 5           | 16          | 6             | 21            | —          | —          | 2          | 1 (2 wk)   | Goud in België                                                                                      |
| Where Them Girls At (met Nicki Minaj & Flo Rida)                                   | 2 mei 2011        | Nothing but the Beat                                                               | 4          | 20         | 2          | 24         | 28          | 5           | 18            | 17            | 3          | 14         | 5          | 4          | Goud in België                                                                                      |
| Little Bad Girl (met Taio Cruz & Ludacris)                                         | 27 juni 2011      | Nothing but the Beat                                                               | 10         | 16         | 5          | 20         | 29          | 5           | 39            | 14            | 4          | 70         | 5          | 3          | Goud in België                                                                                      |
| Titanium (met Sia)                                                                 | 5 augustus 2011   | Nothing but the Beat                                                               | 10         | 31         | 4          | 42         | 2           | 22          | 4             | 33            | 1 (1 wk)   | 7          | 5          | 3          | Alarmschijf / Dubbelplatina in België                                                               |
| Lunar (met Afrojack)                                                               | 15 augustus 2011  | Nothing but the Beat                                                               | —          | —          | —          | —          | —           | —           | —             | —             | 90         | —          | 84         | 50         | |
| Night of Your Life (met Jennifer Hudson)                                           | 22 augustus 2011  | Nothing but the Beat                                                               | —          | —          | —          | —          | —           | —           | —             | —             | 35         | 81         | 12         | 27         | |
| Crank It Up (met Akon)                                                             | 26 augustus 2011  | Nothing but the Beat                                                               | —          | —          | —          | —          | —           | —           | —             | —             | 96         | —          | 43         | 64         | |
| Without You (met Usher)                                                            | 29 augustus 2011  | Nothing but the Beat                                                               | 5          | 21         | 5          | 22         | 6           | 22          | 5             | 30            | 6          | 4          | 7          | 6          | Goud in België                                                                                      |
| Turn Me On (met Nicki Minaj)                                                       | 16 januari 2012   | Nothing but the Beat                                                               | 23         | 17         | 10         | 19         | 26          | 6           | 68            | 9             | 8          | 4          | 6          | 10         | |
| Wild One Two (als Jack Back, met Nicky Romero & Sia)                               | 14 februari 2012  | Nothing but the Beat 2.0                                                           | —          | —          | —          | —          | —           | —           | —             | —             | —          | —          | 65         | —          | |
| The Alphabeat                                                                      | 26 maart 2012     | Nothing but the Beat                                                               | tip7       | —          | tip13      | —          | —           | —           | 88            | 1             | —          | —          | 85         | 44         | |
| Laserlight (met Jessie J)                                                          | 9 april 2012      | Who You Are (Jessie J)                                                             | 50         | 1          | tip8       | —          | tip5        | —           | —             | —             | 5          | —          | —          | —          | |
| I Can Only Imagine (met Chris Brown & Lil Wayne)                                   | 14 mei 2012       | Nothing but the Beat                                                               | tip7       | —          | tip1       | —          | tip4        | —           | 98            | 1             | 18         | 44         | 32         | 40         | |
| Metropolis (met Nicky Romero)                                                      | 2 juli 2012       | Nothing but the Beat 2.0                                                           | —          | —          | —          | —          | —           | —           | —             | —             | —          | —          | —          | 41         | |
| She Wolf (Falling to Pieces) (met Sia)                                             | 20 augustus 2012  | Nothing but the Beat 2.0                                                           | 7          | 23         | 5          | 22         | 11          | 23          | 6             | 27            | 8          | —          | 3          | 4          | Alarmschijf / Goud in België                                                                        |
| Play Hard (met Ne-Yo & Akon)                                                       | 8 oktober 2012    | Nothing but the Beat 2.0                                                           | 7          | 27         | 5          | 27         | tip12       | —           | 37            | 6             | 6          | 64         | 8          | 7          | Goud in België                                                                                      |
| Rest of My Life (met Ludacris & Usher)                                             | 5 november 2012   | Fast & Furious 6 soundtrack                                                        | tip3       | —          | tip7       | —          | —           | —           | —             | —             | 41         | 72         | 32         | 152        | |
| Just One Last Time (met Taped Rai)                                                 | 12 november 2012  | Nothing but the Beat 2.0                                                           | 41         | 4          | 18         | 11         | 35          | 4           | 100           | 1             | 20         | —          | 45         | 14         | |
| Right Now (met Rihanna)                                                            | 26 november 2012  | Unapologetic (Rihanna)                                                             | 34         | 4          | 37         | 2          | 28          | 6           | 54            | 8             | 36         | 50         | 43         | 31         | |
| Ain't a Party (met Glowinthedark & Harrison)                                       | 1 juli 2013       | Fuck Me I'm Famous – Ibiza Mix 2013                                                | tip13      | —          | tip3       | —          | —           | —           | —             | —             | —          | —          | 46         | 45         | |
| Shot Me Down (met Skylar Grey)                                                     | 3 februari 2014   | Listen                                                                             | 11         | 14         | 3          | 16         | 17          | 12          | 8             | 22            | 4          | —          | 13         | 6          | |
| Bad (met Showtek & Vassy)                                                          | 7 april 2014      | Listen                                                                             | 9          | 15         | 6          | 15         | 13          | 19          | 13            | 36            | 22         | —          | 19         | 6          | |
| Blast Off (met Kaz James)                                                          | 23 juni 2014      | Listen                                                                             | tip33      | —          | tip9       | —          | —           | —           | —             | —             | —          | —          | —          | 33         | |
| Lovers on the Sun (met Sam Martin)                                                 | 30 juni 2014      | Listen                                                                             | 4          | 21         | 4          | 23         | 12          | 18          | 9             | 27            | 1 (1 wk)   | —          | 1 (7 wk)   | 5          | Alarmschijf                                                                                         |
| Dangerous (met Sam Martin)                                                         | 6 oktober 2014    | Listen                                                                             | 4          | 19         | 1 (9 wk)   | 24         | 2           | 23          | 3             | 31            | 5          | 56         | 1 (6 wk)   | 1 (6 wk)   | Alarmschijf / Goud in België                                                                        |
| Listen (met John Legend)                                                           | 21 november 2014  | Listen                                                                             | —          | —          | —          | —          | tip30       | —           | —             | —             | —          | —          | 85         | 82         | |
| No Money No Love (met Showtek, Elliphant & Ms. Dynamite)                           | 21 november 2014  | Listen                                                                             | —          | —          | —          | —          | —           | —           | —             | —             | —          | —          | 94         | 159        | |
| Goodbye Friend (met The Script)                                                    | 21 november 2014  | Listen                                                                             | —          | —          | —          | —          | —           | —           | —             | —             | —          | —          | 93         | 142        | |
| I'll Keep Loving You (met Jaymes Young & Birdy)                                    | 21 november 2014  | Listen                                                                             | —          | —          | —          | —          | —           | —           | —             | —             | —          | —          | 96         | 144        | |
| The Whisperer (met Sia)                                                            | 21 november 2014  | Listen                                                                             | —          | —          | —          | —          | —           | —           | —             | —             | —          | —          | —          | 96         | |
| Lift Me Up (met Nico & Vinz & Ladysmith Black Mambazo)                             | 21 november 2014  | Listen                                                                             | —          | —          | —          | —          | —           | —           | —             | —             | —          | —          | —          | 157        | |
| Bang My Head (met Sia)                                                             | 21 november 2014  | Listen                                                                             | —          | —          | —          | —          | —           | —           | —             | —             | 18         | —          | 24         | 3          | |
| Hey Mama (met Nicki Minaj, Bebe Rexha & Afrojack)                                  | 8 december 2014   | Listen                                                                             | 9          | 18         | 9          | 19         | 12          | 20          | 10            | 28            | 9          | 8          | 9          | 6          | Platina in Nederland / Dubbelplatina in België                                                      |
| What I Did for Love (met Emeli Sandé)                                              | 5 januari 2015    | Listen                                                                             | 24         | 10         | 35         | 4          | 34          | 3           | 56            | 9             | 6          | —          | 16         | 30         | Alarmschijf                                                                                         |
| Sun Goes Down (met Showtek, Magic! & Sonny Wilson)                                 | 7 augustus 2015   | Listen                                                                             | tip16      | —          | tip2       | —          | tip3        | —           | —             | —             | —          | —          | 67         | 37         | |
| Clap Your Hands (met Glowinthedark)                                                | 2 oktober 2015    | Listen Again                                                                       | tip35      | —          | —          | —          | —           | —           | —             | —             | —          | —          | —          | 166        | |
| Bang My Head (met Sia & Fetty Wap)                                                 | 2 november 2015   | Listen Again                                                                       | 25         | 14         | 2          | 22         | 26          | 4           | 19            | 26            | —          | 76         | —          | 29         | Goud in België                                                                                      |
| No Worries (met Disciples)                                                         | 15 april 2016     | —                                                                                  | tip        | —          | tip        | —          | —           | —           | —             | —             | —          | —          | —          | —          | |
| This One's for You (met Zara Larsson)                                              | 6 mei 2016        | —                                                                                  | 10         | 17         | 2          | 18         | 5           | 16          | 6             | 22            | 16         | —          | 1 (1 wk)   | 1 (3 wk)   | Officiële nummer Europees kampioenschap voetbal 2016 in Frankrijk / Alarmschijf / Platina in België |
| Would I Lie to You (met Cedric Gervais & Chris Willis)                             | 30 september 2016 | —                                                                                  | 34         | 7          | 23         | 11         | tip9        | —           | —             | —             | —          | —          | 2          | 20         | |
| Shed a Light (met Robin Schulz & Cheat Codes)                                      | 25 november 2016  | Uncovered (Robin Schulz)                                                           | tip13      | —          | 26         | 9          | 21          | 14          | 20            | 20            | 24         | —          | 6          | 44         | |
| Light My Body Up (met Nicki Minaj & Lil Wayne)                                     | 23 maart 2017     | —                                                                                  | tip6       | —          | tip11      | —          | tip19       | —           | —             | —             | 64         | —          | 33         | 92         | |
| Another Life (met Afrojack & Ester Dean)                                           | 28 april 2017     | —                                                                                  | tip        | —          | tip34      | —          | 28          | 13          | 64            | 16            | —          | —          | —          | —          | Alarmschijf                                                                                         |
| 2U (met Justin Bieber)                                                             | 9 juni 2017       | 7                                                                                  | 3          | 20         | 8          | 22         | 2           | 21          | 5             | 23            | 5          | 16         | 3          | 10         | Alarmschijf / Platina in België                                                                     |
| Versace on the Floor (met Bruno Mars)                                              | 30 juni 2017      | —                                                                                  | tip5       | —          | 8          | 18         | —           | —           | —             | —             | —          | —          | —          | —          | |
| Complicated (met Dimitri Vegas & Like Mike & Kiiara)                               | 28 juli 2017      | —                                                                                  | 4          | 26         | 6          | 12         | 22          | 14          | 53            | 17            | —          | —          | 77         | —          | Platina in België                                                                                   |
| Dirty Sexy Money (met Afrojack, Charli XCX & French Montana)                       | 3 november 2017   | —                                                                                  | tip4       | —          | 41         | 7          | 18          | 11          | 60            | 8             | 35         | —          | 46         | 57         | Alarmschijf                                                                                         |
| So Far Away (met Martin Garrix, Jamie Scott & Romy Dya)                            | 1 december 2017   | —                                                                                  | 39         | 7          | 28         | 7          | 7           | 16          | 14            | 23            | 81         | —          | 8          | 83         | Alarmschijf / Goud in België                                                                        |
| Helium (met Sia & Afrojack)                                                        | 26 januari 2018   | —                                                                                  | tip        | —          | —          | —          | —           | —           | —             | —             | —          | —          | —          | —          | |
| Mad Love (met Sean Paul & Becky G)                                                 | 16 februari 2018  | Mad Love the Prequel (Sean Paul)                                                   | tip27      | —          | 30         | 6          | 10          | 18          | 23            | 21            | 22         | —          | 10         | 33         | |
| Like I Do (met Martin Garrix & Brooks)                                             | 23 februari 2018  | 7                                                                                  | 42         | 7          | tip2       | —          | 13          | 13          | 21            | 20            | 29         | —          | 23         | 31         | |
| Flames (met Sia)                                                                   | 23 maart 2018     | 7                                                                                  | 7          | 22         | 3          | 23         | 2           | 27          | 4             | 29            | 7          | —          | 7          | 10         | Goud in België                                                                                      |
| Your Love (met Showtek)                                                            | 14 juni 2018      | 7                                                                                  | tip        | —          | tip10      | —          | tip13       | —           | —             | —             | —          | —          | 70         | 161        | |
| Don't Leave Me Alone (met Anne-Marie)                                              | 27 juli 2018      | 7                                                                                  | 27         | 18         | 12         | 15         | 22          | 9           | 39            | 11            | 18         | —          | 32         | 45         | Alarmschijf / MNM-Big Hit / Goud in België                                                          |
| Goodbye (met Jason Derulo, Nicki Minaj & Willy William)                            | 24 augustus 2018  | 7                                                                                  | 20         | 13         | 15         | 14         | 10          | 12          | 16            | 21            | 26         | —          | 47         | 93         | MNM-Big Hit                                                                                         |
| Drive (met Black Coffee & Delilah Montagu)                                         | 24 augustus 2018  | 7                                                                                  | tip        | —          | tip        | —          | —           | —           | —             | —             | —          | —          | —          | —          | |
| Ice Cold (met Netsky)                                                              | 12 oktober 2018   | —                                                                                  | tip11      | —          | —          | —          | —           | —           | —             | —             | —          | —          | —          | —          | |
| Say My Name (met Bebe Rexha & J Balvin)                                            | 26 oktober 2018   | 7                                                                                  | 23         | 17         | 10         | 20         | 7           | 23          | 10            | 32            | 91         | —          | 30         | 12         | Goud in België                                                                                      |
| Better When You're Gone (met Brooks & Loote)                                       | 8 februari 2019   | —                                                                                  | tip24      | —          | tip8       | —          | tip4        | —           | —             | —             | —          | —          | 59         | 150        | |
| Stay (Don't Go Away) (met Raye)                                                    | 10 mei 2019       | —                                                                                  | tip11      | —          | 15         | 13         | 29          | 6           | —             | —             | 41         | —          | —          | 155        | |
| Instagram (met Dimitri Vegas & Like Mike, Daddy Yankee, Afro Bros & Natti Natasha) | 5 juli 2019       | —                                                                                  | 7          | 27         | 24         | 10         | 5           | 18          | 6             | 27            | —          | —          | 29         | 104        | MNM-Big Hit / Dubbelplatina in België                                                               |
| Thing for You (met Martin Solveig)                                                 | 12 juli 2019      | —                                                                                  | tip10      | —          | tip        | —          | tip5        | —           | —             | —             | 89         | —          | —          | —          | |
| Never Be Alone (met Morten & Aloe Blacc)                                           | 19 juli 2019      | —                                                                                  | tip        | —          | tip33      | —          | tip16       | —           | —             | —             | —          | —          | —          | —          | |
| Make It to Heaven (met Morten & Raye)                                              | 22 november 2019  | —                                                                                  | tip29      | —          | tip25      | —          | —           | —           | —             | —             | —          | —          | —          | —          | |
| Conversations in the Dark (met John Legend)                                        | 14 februari 2020  | —                                                                                  | tip25      | —          | —          | —          | —           | —           | —             | —             | —          | —          | —          | —          | |
| Kill Me Slow (met Morten)                                                          | 17 juli 2020      | New Rave (Morten)                                                                  | tip        | —          | —          | —          | —           | —           | —             | —             | —          | —          | —          | —          | |
| Let's Love (met Sia)                                                               | 11 september 2020 | —                                                                                  | 15         | 23         | 2          | 25         | 7           | 24          | 37            | 23            | 53         | —          | 30         | 47         | Alarmschijf / 538 Favourite / Goud in België                                                        |
| Save My Life (met Morten & Lovespeake)                                             | 13 november 2020  | —                                                                                  | tip        | —          | —          | —          | —           | —           | —             | —             | —          | —          | —          | —          | |
| Dreams (met Morten & Lanie Gardner)                                                | 4 december 2020   | —                                                                                  | tip45      | —          | tip44      | —          | tip18       | —           | —             | —             | —          | —          | —          | —          | |
| Memories 2021 (met Kid Cudi)                                                       | 8 januari 2021    | —                                                                                  | tip        | —          | tip        | —          | tip2        | —           | —             | —             | —          | —          | —          | —          | |
| Floating Through Space (met Sia)                                                   | 5 februari 2021   | Music: Songs from and Inspired by the Motion Picture (Sia)                         | tip2       | —          | 19         | 15         | 8           | 18          | 18            | 22            | —          | —          | 56         | 50         | Alarmschijf / 538 Favourite                                                                         |
| Big (met Rita Ora, Imanbek & Gunna)                                                | 12 februari 2021  | Bang (Rita Ora & Imanbek)                                                          | tip        | —          | —          | —          | tip5        | —           | —             | —             | 53         | —          | 95         | —          | |
| Bed (met Joel Corry & Raye)                                                        | 26 februari 2021  | Four for the Floor (Joel Corry)                                                    | 9          | 20         | 26         | 9          | 4           | 21          | 7             | 30            | 3          | —          | 34         | 137        | Alarmschijf                                                                                         |
| Hero (met Afrojack)                                                                | 30 april 2021     | —                                                                                  | tip15      | —          | —          | —          | 3           | 22          | 14            | 24            | —          | —          | —          | 192        | |
| Get Together                                                                       | 7 mei 2021        | —                                                                                  | tip        | —          | —          | —          | —           | —           | —             | —             | —          | —          | —          | —          | |
| Heartbreak Anthem (met Galantis & Little Mix)                                      | 20 mei 2021       | Between Us (Little Mix)                                                            | 30         | 12         | —          | —          | 13          | 14          | 23            | 21            | 3          | —          | 57         | —          | |
| Shine Your Light (met Master KG & Akon)                                            | 28 mei 2021       | —                                                                                  | —          | —          | 29         | 10         | tip1        | —           | —             | —             | —          | —          | —          | —          | |
| Love Tonight                                                                       | 12 juni 2021      | —                                                                                  | —          | —          | —          | —          | 20          | 5           | —             | —             | —          | —          | —          | —          | Dubbelnotering met Shouse                                                                           |
| Remember (met Becky Hill)                                                          | 18 juni 2021      | Only Honest on the Weekend (Becky Hill)                                            | 16         | 22         | —          | —          | 3           | 22          | 6             | 43            | 3          | —          | —          | —          | Alarmschijf                                                                                         |
| If You Really Love Me (How Will I Know) (met MistaJam & John Newman)               | 2 juli 2021       | —                                                                                  | —          | —          | —          | —          | tip14       | —           | —             | —             | 27         | —          | 40         | —          | |
| Family (met Bebe Rexha, Ty Dolla Sign & A Boogie Wit Da Hoodie)                    | 29 oktober 2021   | —                                                                                  | —          | —          | —          | —          | tip9        | —           | —             | —             | —          | —          | —          | —          | 538 Favourite                                                                                       |
| redruM (met Sorana)                                                                | 20 januari 2022   | —                                                                                  | —          | —          | —          | —          | 18          | 9           | 71            | 7             | —          | —          | —          | —          | 538 Favourite                                                                                       |
| Would Would You Do? (met Joel Corry & Bryson Tiller)                               | 18 maart 2022     | Another Friday Night (Joel Corry)                                                  | —          | —          | —          | —          | 13          | 19          | 73            | 17            | 21         | —          | —          | —          | |
| Crazy What Love Can Do (met Becky Hill & Ella Henderson)                           | 8 april 2022      | Only Honest on the Weekend (Becky Hill) / Everything I Didn't Say (Ella Henderson) | 12         | 22         | 13         | 17         | 6           | 19          | 13            | 25            | 5          | —          | 26         | 47         | Alarmschijf / 538 Favourite                                                                         |
| On Repeat (met Robin Schulz)                                                       | 6 mei 2022        | Pink (Robin Schulz)                                                                | —          | —          | —          | —          | tip16       | —           | —             | —             | —          | —          | —          | —          | |
| Don't You Worry (met Black Eyed Peas & Shakira)                                    | 17 juni 2022      | Elevation (Black Eyed Peas)                                                        | 37         | 5          | 5          | 17         | 23          | 14          | 39            | 14            | —          | —          | 43         | 14         | Alarmschijf / 538 Favourite                                                                         |
| The Drop (met Dimitri Vegas, Nicole Scherzinger & Azteck)                          | 24 juni 2022      | —                                                                                  | —          | —          | —          | —          | 33          | 6           | 52            | 11            | —          | —          | —          | —          | MNM-Big Hit                                                                                         |
| Family Affair (Dance for Me)                                                       | 15 juli 2022      | —                                                                                  | —          | —          | —          | —          | —           | —           | —             | —             | —          | —          | —          | 197        | |
| Satisfaction (met Benny Benassi)                                                   | 12 augustus 2022  | —                                                                                  | —          | —          | —          | —          | tip19       | —           | —             | —             | —          | —          | —          | —          | |
| I'm Good (Blue) (met Bebe Rexha)                                                   | 26 augustus 2022  | Bebe (Bebe Rexha) / Best Night of Your Life (Bebe Rexha)                           | 1 (6 wk)   | 43         | 1 (4 wk)   | 47         | 1 (12 wk)   | 33          | 1 (2 wk)      | 51*           | 1* (1 wk)  | 4          | 1* (1 wk)  | 4          | Alarmschijf / 538 Favourite                                                                         |
| Living Without You (met Sigala & Sam Ryder)                                        | 2 september 2022  | Every Cloud (Sigala) / There's Nothing but Space, Man! (Sam Ryder)                 | —          | —          | —          | —          | —           | —           | —             | —             | 48         | —          | —          | —          | |
| Damn (You've Got Me Saying) (met Galantis & MNEK)                                  | 11 november 2022  | —                                                                                  | —          | —          | —          | —          | tip17       | —           | —             | —             | —          | —          | —          | —          | |
| Saturday/Sunday (met Jason Derulo)                                                 | 9 februari 2023   | —                                                                                  | —          | —          | —          | —          | tip7        | —           | —             | —             | —          | —          | —          | —          | |
| Baby Don't Hurt Me (met Anne-Marie & Coi Leray)                                    | 7 april 2023      | —                                                                                  | 10         | 23         | 4          | 17*        | 5           | 19*         | 8             | 19*           | 13         | 48*        | 9*         | 20         | Alarmschijf                                                                                         |
| Be My Lover (met Hypaton & La Bouche)                                              | 21 april 2023     | —                                                                                  | —          | —          | —          | —          | —           | —           | —             | —             | —          | —          | —          | 159        | |
| She Knows (met Dimitri Vegas & Like Mike, Afro Bros & Akon)                        | 21 juli 2023      | —                                                                                  | 15         | 20         | 48         | 1          | 29          | 3*          | 76            | 3*            | —          | —          | —          | —          | MNM-Big Hit                                                                                         |
| One in a Million (met Bebe Rexha)                                                  | 4 augustus 2023   | —                                                                                  | 26         | 20         | —          | —          | 13          | 16*         | 65            | 1*            | 79         | —          | —          | —          | Alarmschijf / MNM-Big Hit                                                                           |
| When We Were Young (The Logical Song) (met Kim Petras)                             | 1 december 2023   | —                                                                                  | 14         | 21         | —          | —          | 5           | 22*         | —             | —             | —          | —          | —          | —          | Alarmschijf / Goud in België                                                                        |
| Lighter (met 5 Seconds of Summer)                                                  | 16 februari 2024  | —                                                                                  | 28         | 18         | —          | —          | 31          | 10          | —             | —             | —          | —          | —          | —          | |
| I Don't Wanna Wait (met Onerepublic)                                               | 5 april 2024      | —                                                                                  | 10         | 30         | —          | —          | 6           | 12*         | —             | —             | —          | —          | —          | —          | —                                                                                                   |
| In The Dark (met Armin Van Buuren)                                                 | 30 juli 2024      | —                                                                                  | 32         | 1          | —          | —          | —           | —           | —             | —             | —          | —          | —          | —          | —                                                                                                   |
| Never Going Home Tonight (met Alesso)                                              | 2024              | —                                                                                  | 15         | 23         | —          | —          | 12          | 19          | —             | —             | —          | —          | —          | —          | —                                                                                                   |
| Cry Baby (met Clean Bandit (met Anne Marie)                                        | 9 augustus 2024   | —                                                                                  | 23         | 30         | —          | —          | 10          | 21          | —             | —             | —          | —          | —          | —          | —                                                                                                   |
| Forever Young (met Ava Max (met Alphaville)                                        | 18 oktober 2024   | —                                                                                  | 27         | 11         | —          | —          | 7           | 9           | —             | —             | —          | —          | —          | —          | —                                                                                                   |
| Beautiful People (met Sia)                                                         | 7 maart 2025      | —                                                                                  | 8          | 20*        | 21         | 18*        | 4           | 19          | —             | —             | 76         | —          | 34         | 42         | MNM Big Hit                                                                                         |
| Our Time (met Afrojack & Martin Garrix en Amel)                                    | 11 juli 2025      | —                                                                                  | 50         | 1*         | —          | —          | —           | —           | —             | —             | —          | —          | —          | —          | MNM Big Hit                                                                                         |

## NPO Radio 2 Top 2000
| Nummers met noteringen in de NPO Radio 2 Top 2000 | '14  | '15 | '16  | '17  | '18 | '19 | '20 | '21 | '22 | '23 | '24 |
| ------------------------------------------------- | ---- | --- | ---- | ---- | --- | --- | --- | --- | --- | --- | --- |
| Titanium (met Sia)                                | 910  | 794 | 1008 | 1189 | 801 | 887 | 791 | 757 | 785 | 787 | 940 |
| When Love Takes Over (met Kelly Rowland)          | 1879 | -   | -    | -    | -   | -   | -   | -   | -   | -   | -   |

1. ↑  Een '-' betekent dat het nummer niet was genoteerd en een vetgedrukt getal geeft de hoogste notering van een nummer aan.
2. ↑  2014 was het eerste jaar met een notering voor David Guetta.

## Remixen
- 2002 Kylie Minogue - "Love at First Sight" [Dancefloor Killa en Mekaniko Mixes met Joachim Garraud]
- 2002 Cassius feat. Steve Edwards - "The Sound of Violence" [Dancefloor Killa Remix met Joachim Garraud]
- 2003 Geyster - "Bye Bye Superman" [Dancefloor Killa Remix met Joachim Garraud]
- 2003 Saffron Hill - "My Love Is Always" [Dancefloor Killa Vocal Mix]
- 2005 Eurythmics - "I've Got a Life" [Club en Dub Mixes met Joachim Garraud]
- 2005 Africanism All Stars feat. Ben Onono - "Summer Moon" [Fuck Me I'm Famous Mix]
- 2005 Culture Club - "Miss Me Blind" [Fuck Me I'm Famous Mix met Joachim Garraud]
- 2005 Juliet - "Avalon" [Fuck Me I'm Famous Mix met Joachim Garraud]
- 2006 Bob Sinclar feat. Steve Edwards - "World, Hold On (Children of the Sky)" [met Joachim Garraud]
- 2006 Cerrone feat. She Belle - "Supernature" [met Joachim Garraud]
- 2006 Benny Benassi - "Who's Your Daddy?" [met Joachim Garraud]
- 2006 Steve Bug - "At the Moment"
- 2007 Logic - "Save My Soul" [met Joachim Garraud]
- 2007 Kylie Minogue - "Wow" [Fuck Me I'm Famous Remix met Joachim Garraud]
- 2007 David Guetta feat. Cozi - "Baby When the Light" [met Fred Rister]
- 2008 Sharam feat. Daniel Bedingfield - "The One" [met Joachim Garraud]
- 2009 Black Eyed Peas - "I Gotta Feeling" [Fuck Me I'm Famous Mix]
- 2009 Calvin Harris - "Flashback" [One Love Remix]
- 2009 Black Eyed Peas - "Boom Boom Guetta" [Electro Hop Remix]
- 2009 Madonna - "Celebration" [featuring Akon]
- 2009 Madonna - "Revolver" [One Love Remix met Afrojack]
- 2010 Robbie Rivera - "Rock the Disco" [Laptop Remix]
- 2010 Shakira - "Waka Waka (This Time for Africa)"
- 2010 Kelly Rowland feat. David Guetta - "Commander" [Fuck Me I'm Famous Mix]
- 2010 Flo Rida feat. David Guetta - "Club Can't Handle Me" [Fuck Me I'm Famous Mix]
- 2010 David Guetta feat. Rihanna - "Who's That Chick" [Fuck Me I'm Famous Vocal en Dub Mixes]
- 2010 K'naan - "Wavin' Flag" [met Will.i.am]
- 2011 Snoop Dogg - "Wet" [Wet en Sweat Radio en Extended Versions]
- 2011 Snoop Dogg - "Sweat" [Dubstep Remix met Afrojack]
- 2011 Nadia Ali - "Rapture (Avicii New Generation Extended Mix)" [Fuck Me I'm Famous Mix]
- 2012 David Guetta feat. Nicki Minaj - "Turn Me On" [met Laidback Luke]
- 2012 Flo Rida feat. Sia - "Wild Ones" [uitgebracht als Jack Back feat. David Guetta, Nicky Romero & Sia - Wild One Two]
- 2012 David Guetta feat. Chris Brown & Lil Wayne - "I Can Only Imagine" [met Daddy's Groove]
- 2012 Daddy's Groove - "Turn The Lights Down" [Re Work]